# Arator
Arator (6. század) keresztény költő.
Liguriából származott, Milánóban és Ravennában nyerte műveltségét. A keleti gótok királyainál comes domesticorum és comes privatarum lett. Később egyházi szolgálatba lépett, és Rómában működött szubdiakónusként. Itt írta Coelus Sedulius modorában De actibus apostolorum libri II. című eposzát. A művet Vigilius pápának ajánlotta, aki azt a templomban fel is olvasta.